# Turismo en Kuwait
El Estado de Kuwait o Emirato de Kuwait es un estado árabe e islámico del Golfo ubicado en Oriente Medio, en la esquina noroeste del Golfo Árabe. Limita al norte y al oeste con la República de Irak y al sur con el Reino de Arabia Saudí. Su superficie total es de 17.818 kilómetros cuadrados, y su población es de casi 4 millones de habitantes, según el censo de 2014. El nombre de Kuwait proviene del diminutivo del término "Kut", que significa fortaleza o castillo y se remonta al siglo XVII.
El clima del Golfo Árabe es desértico, debido a la irregularidad y la ausencia de precipitaciones, con temperaturas muy altas en verano, y bajas en invierno. Debido a su proximidad al mar, el aire es húmedo durante todo el año, excepto en mayo y junio, debido al fuerte viento del noroeste.
El estado de Kuwait se encuentra entre las latitudes 28.45 ° y 30.05 ° al norte del Ecuador, y entre las longitudes 46.30 ° y 48.30 ° al este del meridiano de Greenwich. El clima de Kuwait se considera tipo desértico, que se caracteriza por largos veranos calurosos y secos e inviernos cortos y lluviosos, a veces. En contraste, la temporada de primavera se caracteriza por ser moderadamente corta, mientras que la temporada de otoño tiene un alto contenido de polvo y una temperatura relativamente más baja que en verano.

## Monumentos
- El puesto de Sheij Mubárak: es un edificio de dos pisos ubicado cerca del mercado Tamr y la plaza Sarraf en el mercado Mubarakiya. Fue la sede de las audiencias de Sheij Mubárak Al-Sabah, con sus súbditos desde que asumió el poder desde 1896 hasta 1915.[3][4] El Consejo Nacional de Cultura, Artes y Letras volvió a adquirió el edificio a mediados de 2010 y procedió a su renovación. En la planta baja se encontraba la farmacia más antigua de Kuwait, la Farmacia Abd Al-Ilah Al-Qenaei, inaugurada en 1920.[5] También se renovó la sala que Sheij Mubárak, que utilizaba durante sesiones públicas para escuchar las opiniones, puntos de vista y problemas de los ciudadanos. Asimismo, se ha inaugurado allí un pequeño museo con la información más importante sobre este edificio y la evolución de sus usos.[6]

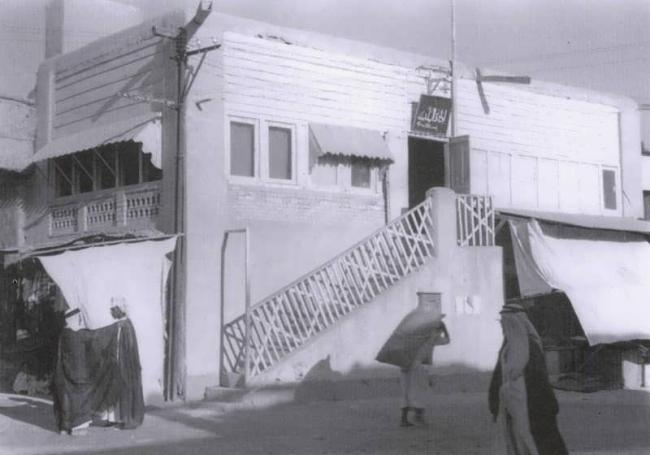
Imagen del stand de Sheij Mubárak en 1939, cuando era la sede de la administración municipal.

- Bayt Al-Qurain: uno de los centros de la resistencia kuwaití durante la invasión iraquí de Kuwait. Allí tuvo lugar una batalla el 24 de febrero de 1991,[7] en la que murieron 12 miembros de la resistencia.[8] La batalla de Bayt Al-Qurain es una epopeya nacional que destaca el papel de la resistencia kuwaití durante la invasión iraquí, ya que unificó la opinión pública de la sociedad kuwaití a nivel nacional. El Consejo Nacional de Cultura, Artes y Letras transformó la casa en un museo para conmemorar a los mártires y su hazaña.[9][10]
- Las puertas de la antigua muralla de Kuwait: cinco puertas que aún permanecen en pie como testigo de la historia de Kuwait,[11] después de la demolición de la antigua muralla.[12]

## Castillos históricos
- Qasr Al Seif: es el palacio de gobierno del estado de Kuwait,[13] y se encuentra la ciudad de Kuwait frente a la Gran Mezquita.[14] Fue construido en 1904 durante el reinado del jeque Mubárak el Grande, y fue desarrollado posteriormente durante el gobierno del jeque Abdallah Al Salem Al Sabah en el año 1961. La arquitectura del palacio es de estilo islámico, debido a la utilización de los arcos y la decoración islámica,[15] junto a otros elementos propios del arte kuwaití.[16] El palacio ha sido testigo de un gran número de acontecimientos históricos, como la cancelación del Acuerdo de Protección británico, la Independencia de Kuwait el 19 de junio de 1961, la aprobación de la Constitución de Kuwait en 1962.[17] Allí también se izó por primera vez la actual bandera de Kuwait, el 24 de noviembre de 1961.[18] Actualmente, el palacio es la sede oficial del gobierno y el consejo de ministros.[19]

- Qasr Mushrif: es un palacio kuwaití ubicado en el área de Mushrif.[20] Fue construido por el jeque Mubárak Al-Sabah en el año 1900,[21] y en 1957 fue reconstruido por el jeque Abdulah Al-Mubárak Al-Sabah.[22] El palacio lleva el nombre de Mushrif porque está ubicado en una colina desde la que domina toda el área a su alrededor.[23]
- Qasr Khazal: es un palacio en la ciudad de Kuwait construido en 1916 por el jeque Khazal Al Kaabi, emir de Muhammara, después de que el jeque Mubárak Al-Sabah le diera tierras en el área de Dasman.[24][25] El primer museo en la historia de Kuwait se estableció en este palacio en 1957; y en 2008 el Consejo Nacional de Cultura, Artes y Letras lo adquirió para su renovación. El palacio se distinguía por el estilo persa, muy diferente a los edificios kuwaitís. Consta de dos pisos, con una torre circular en cada una de sus esquinas.[26]

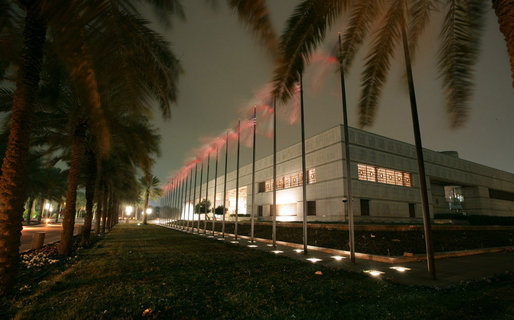
Qasr Bayan

- Qasr Bayan: se encuentra en Bayan, en la gobernación de Hawalli, y se inauguró en 1986 con motivo de la Quinta Conferencia de Países Islámicos, como sede principal de las conferencias internacionales que se celebraron en Kuwait. En su día, fue la residencia de verano del jeque Ahmed Al-Jaber Al-Sabah,[27] pero ahora está completamente renovado y es uno de los monumentos arquitectónicos más notables de Kuwait. El palacio consta de 18 edificios agrupados en 6 complejos, y una mezquita de cúpula dorada que puede acoger hasta 1.200 fieles en su interior.[28]
- Qasr Naif: un palacio de barro construido en la década de 1920 durante el gobierno del jeque Sálem Al-Mubárak Al-Sabah. En 1950 fue ampliado y reconstruido con cemento y ladrillos.[29] Hoy, es la sede de la Gobernación Capital.[30] Durante el mes de Ramadán, el palacio abre sus puertas para la ruptura del ayuno.[31]

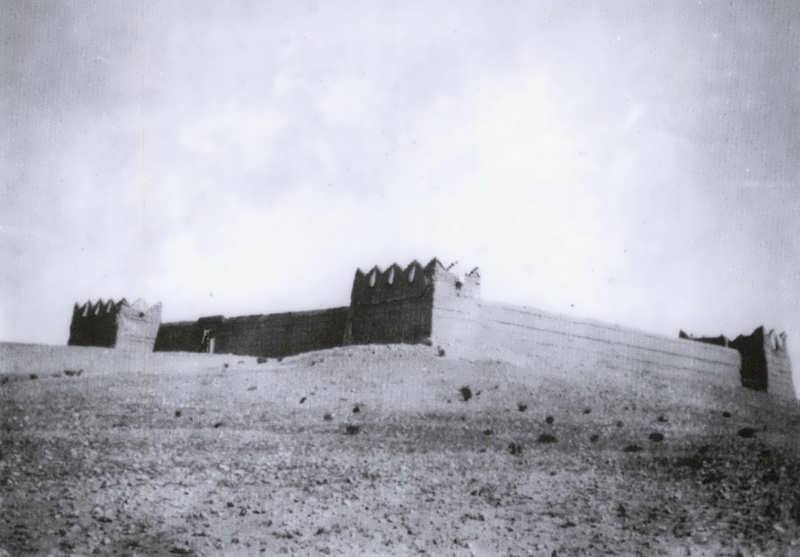
Al Qasr Al Ahmar

- Al Qasr Al Ahmar: recibe este nombre debido al color rojizo de sus paredes.[32] El palacio ganó gran fama durante la batalla de Jahra, en 1920.[33] Actualmente,. pertenece al Consejo Nacional de Cultura y Artes, y acoge exposiciones con frecuencia, como la exposición de armas antiguas de agosto de 2001, o la fiesta de baile folclórico de junio de 2006.[34]
- Qasr Dasman: es un palacio construido por el octavo gobernante de Kuwait, el jeque Yáber Al-Mubárak Al-Sabah en 1904. El jeque Ahmed Al-Jaber Al-Sabah, décimo gobernante del país, completó su construcción y lo convirtió en su residencia oficial en 1930.[35] Actualmente, es considerado uno de los palacios históricos de Kuwait y aún conserva el antiguo edificio en el que fue construido, con algunas ampliaciones menores. Se encuentra en la calle del Golfo Árabe, cerca de las Torres de Kuwait.[36]

## Museos
- El Museo Nacional de Kuwait: es el principal museo de Kuwait, y su historia se remonta a 1957 cuando el jeque Abdullah Al-Jaber Al-Sabah lo inauguró en su palacio en la región de Sharq. Inicialmente incluía monumentos populares que representaban el espíritu kuwaití, a los que se sumaron algunos descubrimientos arqueológicos en 1958, hallados por la expedición danesa a la isla de Failaka en cooperación con el personal del museo. Durante el proceso de construcción del museo, las piezas de sus exposiciones fueron transferidas a una de las casas antiguas, Bayt Al-Badr. El museo se inauguró oficialmente el 24 de febrero de 1983 en la calle del Golfo Árabe, con el objetivo de ser actor y retratista de las costumbres, tradiciones y patrimonio de Kuwait.[37]
- El Museo de historia natural y ciencia: es el principal museo científico en Kuwait.[38] Se inauguró el 6 de febrero de 1972,[39] en el área de Al-Mirqab, en la ciudad de Kuwait. Tiene como objetivo educar al público sobre cuestiones de ciencia e historia a través de diversas exposiciones.[40]

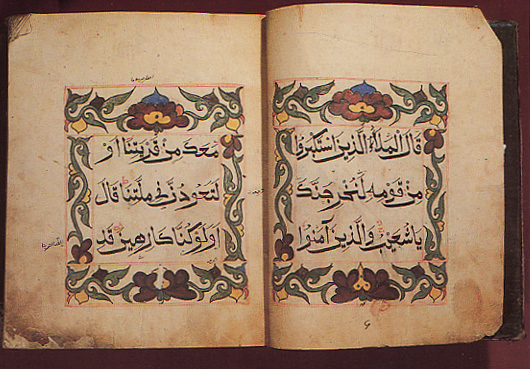
Una copia del Corán del AH. Se encuentra en el Museo Tareq Rajab.

- El Museo Astronómico Al-Ajiri: creado en honor al Dr. Saleh Al-Ajiri, es un museo sobre ciencia y astronomía. Fue inaugurado oficialmente el 5 de agosto de 2013[41] y posee una cúpula astronómica de 360 grados, la primera en la región del Golfo, donde se proyectan documentales en árabe e inglés sobre los vuelos espaciales y la historia del primer astronauta que llegó a la luna.[42]
- Museo de Arte Moderno: ubicado en la calle del Golfo Árabe, el edificio fue antaño la Escuela Oriental, una escuela infantil establecida en 1939.[43] Con los años, el edificio se fue deteriorando,[44] hasta la aplicación de la resolución de la UNESCO para proteger y preservar el patrimonio antiguo. En 2001, el edificio fue restaurado y ampliado, y el Consejo Nacional de Cultura, Artes y Letras lo transformó en un museo de exposiciones de arte moderno.[45]
- Museo Tareq Rajab: ubicado en el área de Jabriya, contiene una colección de ejemplares raros del Corán, manuscritos árabes, cerámica islámica, instrumentos musicales, muebles antiguos de estilo árabe, joyas de oro y plata, trajes árabes antiguos, bordados, miniaturas y escudos que se remontan a la edad dorada del islam.[46] Entre las piezas del museo destaca una copia del Sagrado Corán en escritura cúfica que data del siglo XI. El museo fue inaugurado en 1980[47] en honor a Tareq Rajab, el primer kuwaití que estudió arqueología en Londres.[48]

- Dickson House: es la residencia del político británico Harold Richard Dickson. La fecha de construcción de la casa se remonta a inicios del siglo XIX. En 1929 se convirtió en la residencia del Coronel Dickson, nombrado representante de Gran Bretaña en Kuwait.[49] La casa está ubicada en la calle del Golfo Árabe, cerca del Ministerio de Salud. Tras el fallecimiento del coronel, su esposa alquiló la casa hasta 1990, cuando pasó a ser propiedad del Consejo Nacional de Cultura, Artes y Letras.[50]
- El Museo de Automóviles Históricos, Antiguos y Tradicionales: es un museo especializado en automóviles clásicos ubicado en el área industrial de Shuwaikh.[51] Fue inaugurado el 10 de octubre de 2010.[52] El museo se centra en la historia de Kuwait y su relación con los automóviles.
- Museo (para no olvidar): incluye muchas salas que cuentan la historia de Kuwait con documentos, fotos, películas, grabaciones y figuras,[53] desde su inicio hasta la actualidad, otorgándole gran protagonismo a la agresión iraquí de 1990.[54]
- Museo Casa de los Espejos: vivienda que pertenecía al artista plástico Khalifa Al-Qattan y su esposa italiana Lydia. Después de su fallecimiento en 2003, la casa se convirtió en un museo que incluye miles de espejos coloridos y hermosos hechos en diferentes formas por el artista Khalifa, su esposa y su hija.[55]

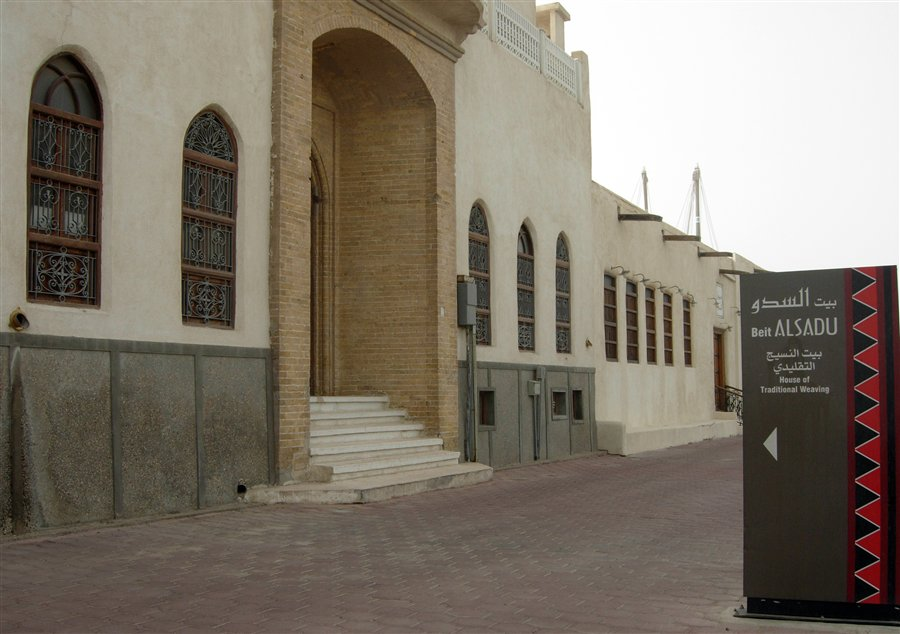
Museo Bayt Al Sadu.

## Galerías privadas
- Bayt Al Badr es una casa histórica kuwaití bajo la supervisión del Consejo Nacional de Cultura, Artes y Letras. Bayt Al-Badr se estableció en 1837[56] y su propiedad se transfirió a los herederos de Abdul Aziz y Abdul Mohsen Yousef Al-Badr, uno de los principales comerciantes de Kuwait.[57] El gobierno lo evaluó en 1965 y transfirió su propiedad al Departamento de Antigüedades y Museos en 1968,[58] utilizándola como sede temporal del Museo Nacional de Kuwait en 1976. Beit Al-Badr se utiliza actualmente como sede para la gestión del patrimonio musical popular, y entre los planes del Consejo Nacional de Cultura, Artes y Letras está transformarlo en un museo del folklore kuwaití.[59][60]
- Bayt Al Sadu: es una casa histórica kuwaití fundada en 1979 para preservar la industria tradicional de Al Sadu, que consiste en tejer y fabricar carpas. La casa fue construida en 1936,[61] pero parte de ella fue destruida a causa de las inundaciones, por lo que fue demolida y reconstruida, convirtiéndose en la primera casa construida de hormigón armado en Kuwait.[62] En 1979, Bayt Al Sadu se estableció para mantener la industria tradicional de Al Sadu.[63] Se encuentra cerca del Museo Nacional de Kuwait.[64][65]
- Bayt Al-Othman: es una casa patrimonial construida a finales de los años cuarenta en la región de Hawalli.[66] En el pasado fue propiedad de Abdullah Al-Othman, pero actualmente es un museo sobre el patrimonio kuwaití, con varias secciones, entre las que destacan: el Salón del Patrimonio, el Museo del Teatro, el Mercado de Kuwait, la antigua casa kuwaití y el Museo Marítimo.[67]

## Torres
- Torres de Kuwait: Se trata de tres torres localizadas en la ciudad de Kuwait, que fueron inauguradas oficialmente el 1 de marzo de 1979.[68] Es uno de los monumentos más emblemáticos de Kuwait y es un símbolo del renacimiento contemporáneo y el progreso. En 1980, recibieron el Premio Aga Khan de Arquitectura Islámica.[69] Desde ellas se puede disfrutar de una vista panorámica de la ciudad de Kuwait.
- Torre Al Hamra: es el rascacielos más alto de Kuwait y el decimoquinto del mundo, con una altura de 414 metros. Ganó varios premios incluso antes de que finalizase su construcción, incluido el mejor proyecto de rascacielos y el mejor proyecto en construcción para el año 2008, en el concurso «MIPIM», así como el premio al mejor diseño de los «Premios de arquitectura estadounidense» en 2008.

- Torre comercial: es una torre comercial al este de la zona en la ciudad de Kuwait , que se caracteriza por la envoltura de la torre dos grados porcentuales puntos entre el piso y la otra. La torre consta de seis grupos en los que cada seis pisos de la torre constituyen una unidad. Cada unidad está completamente separada de las demás e incluye sus propios asientos y servicios.

## Sitios científicos y tecnológicos
- Centro científico: Es un gran edificio en el paseo marítimo, cuyo diseño refleja la cultura y el arte islámicos. El centro científico contiene tres secciones: un enorme acuario, una sala de exposiciones y un cine IMAX para documentales. Es el primer edificio de Oriente Medio que contiene estas tres instalaciones, además de un museo sobre la industria de la construcción naval utilizada históricamente para el comercio y el transporte de mercancías.[70]
- Observatorio Al-Ajiri: Es un centro astronómico establecido por el Dr. Saleh Al-Ajiri.[71][72] La reunión del Club Científico de Kuwait de1981 aprobó la construcción del observatorio, y este fue inaugurado en 1986 por el jeque Jaber Al-Ahmad Al-Sabah.[73]

## Centros comerciales

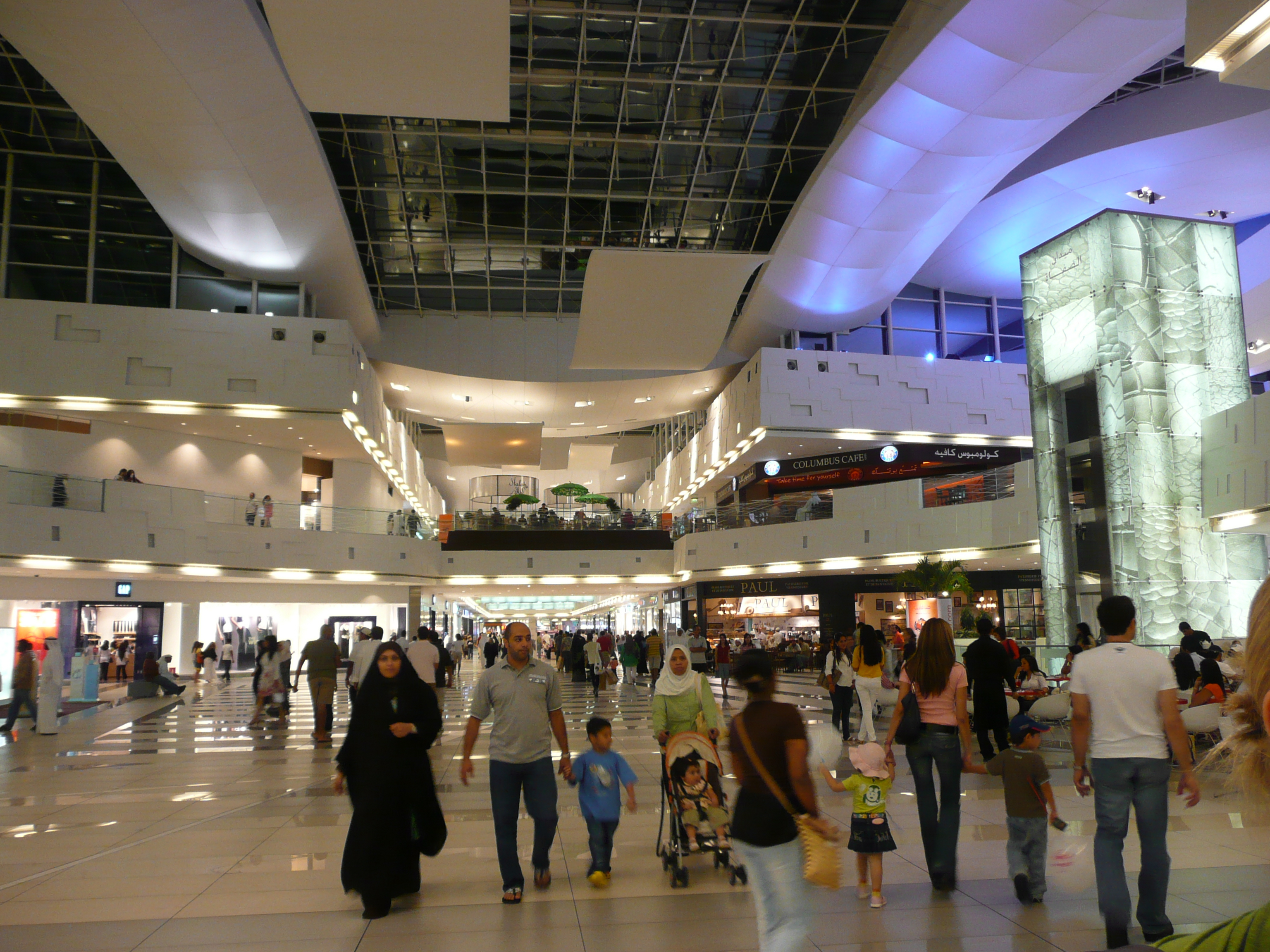
The Avenues Mall desde el interior

- Souk Al Mubarakiya: es un mercado tradicional ubicado en el área de Al-Qibla, llamado así en honor al jeque Mubárak Al-Sabah. Este mercado se distingue por su diseño, semejante al de los antiguos zocos.
- The Avenues Mall: el centro comercial más grande de Kuwait, inaugurado en 2007 bajo el patrocinio del jeque Sabah Al-Ahmad Al-Jaber Al-Sabah.[74] En 2013 ganó el Premio de Oro al "Mejor Centro Comercial 2013" en la región MENA.[75] El proyecto incluye un enorme complejo comercial,[76] un hotel de cuatro estrellas, un hotel de cinco estrellas, una sala de conferencias, oficinas, un teatro y un cine. Se encuentra en el área de Al-Rai.
- Centro comercial 360: su nombre deriva de su diseño circular, muy influido por la arquitectura de Medio Oriente, que incluye esculturas de vidrio soplado diseñadas por Kelly Dale, junto con un jardín solar con 21,000 plantas en forma vertical diseñado para ayudar a mejorar la calidad del aire.[77] Estas características lo hicieron merecedor del premio al mejor centro comercial del mundo en 2011, durante la ceremonia anual de la revista británica RLI.[78] Fue inaugurado en 2009 y se ubica en la zona de Al-Zahra.[79]
- Sharq Market: es un enorme complejo comercial en la región de Sharq, de ahí su nombre. El jeque Jaber Al-Ahmad Al-Sabah inauguró el mercado el 30 de septiembre de 1998.[80] El centro incluye 70 tiendas, 20 restaurantes de comida rápida y tres cines.[81]

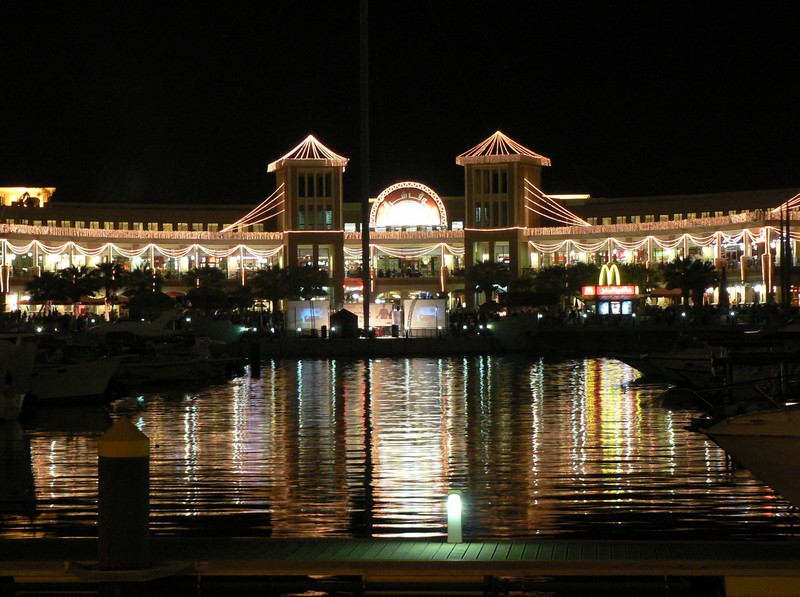
Una vista del mercado oriental desde el lado de la calle del Golfo Arábigo de noche

## Parques y resorts
- Failaka Tourist Park: es un complejo ubicado en la isla Failaka. El complejo fue inaugurado el 16 de marzo de 1982 y consta de 472 chalets de estilo árabe y europeo.[82]
- Sahara Resort: ubicado cerca del Club de Caza y Ecuestre, incluye un campo de golf, canchas de squash y tenis, una pista ecuestre y algunos chalets privados.[83]
- Parque Al-Morouj: es un parque de atracciones en el Sahara Resort.[84] Cuenta con una cadena de restaurantes en un área de 10,000 metros cuadrados.[85]
- Parque Al-Khiran: es un parque de atracciones afiliado a la Compañía de Proyectos de Turismo.[86] Se inauguró el 23 de febrero de 1987. Se encuentra a unos 110 km de distancia al sureste de la ciudad de Kuwait.[87]

## Sitios recreativos
- Isla Verde: es una isla artificial establecida por la Compañía de Proyectos de Turismo cerca de las Torres de Kuwait con una superficie de 785 mil metros cuadrados. Es la primera isla artificial en el Golfo. Incluye una torre turística, un castillo de juegos para niños equipado con trincheras y pequeñas cascadas, una espiral en forma de una pequeña colina circular atravesada por una carretera en espiral, además de restaurantes y otros centros de servicio en forma de anfiteatro romano.[88]
- Ciudad del Agua: Es la primera ciudad del agua que se estableció en la región, y fue inaugurada en 1995 por la Compañía de Proyectos de Turismo.[89] Está ubicada en la calle del Golfo Árabe cerca de las Torres de Kuwait.[90]
- Kuwait Entertainment City: es una ciudad de entretenimiento ubicada en la región de Doha, que forma parte de la provincia de la capital. Es uno de los proyectos de la Compañía de Proyectos de Turismo y se inauguró el 12 de marzo de 1984. El área de la ciudad es de un millón de metros cuadrados, lo que la convierte en una de las ciudades de entretenimiento más importantes de Oriente Medio.[91]

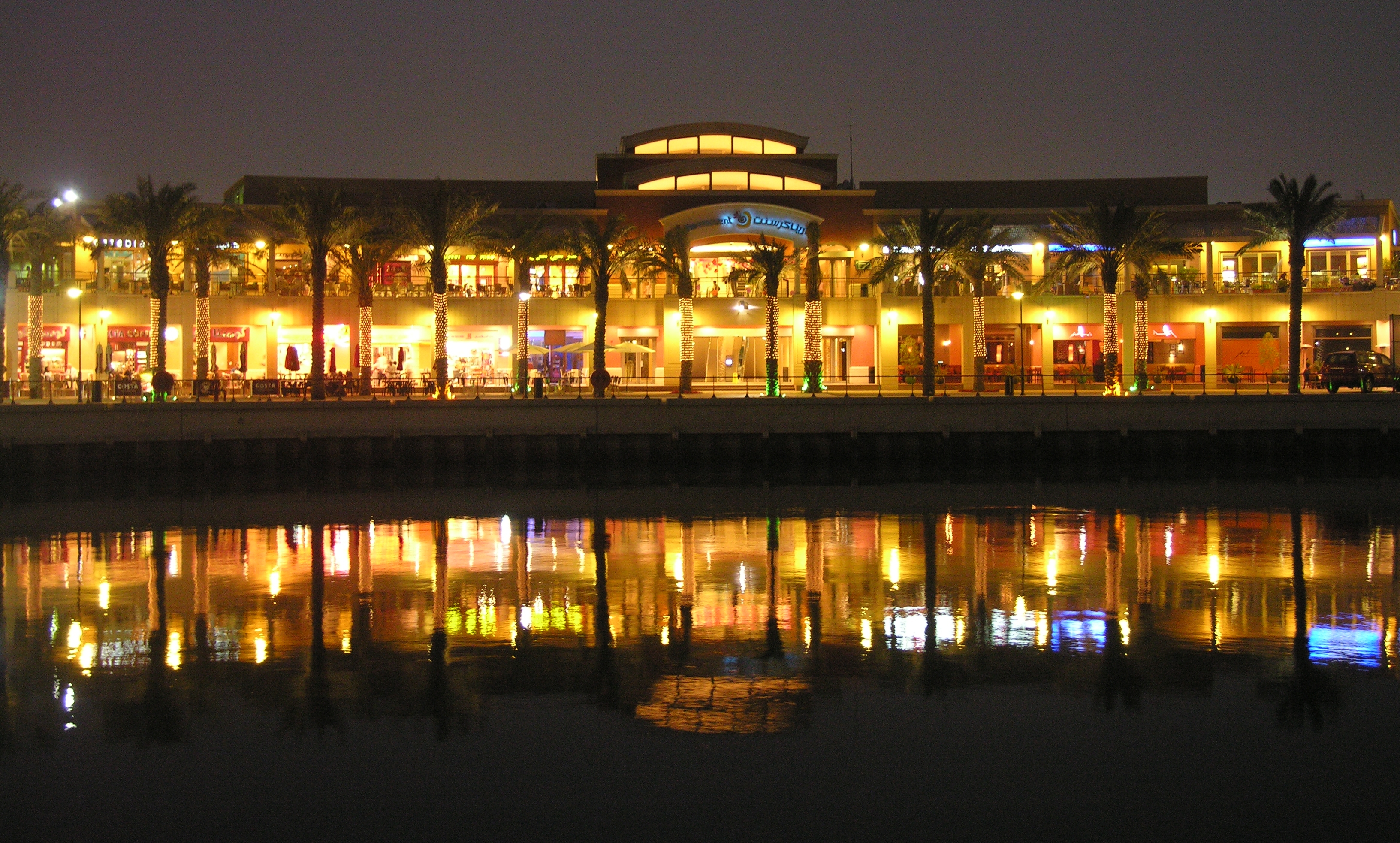
Vista de Marina Crescent de noche

- Zoológico: está ubicado en el área de Al-Omariya,[92] y su inicio fue a manos del jeque Jaber Al-Abdullah Al-Jaber Al-Sabah en 1954 cuando se estableció y llamó al Parque Salwa en la región de Anjafa. Fue el segundo zoológico de Oriente Medio después del zoológico de El Cairo.[93] A mediados de los años sesenta, el estado comenzó trasladó el zoológico gubernamental al área de Al-Omariya, debido al crecimiento de la población en la región de Salwa.
- Pista de patinaje: se considera la primera de su tipo en el Golfo y Oriente Medio.[94] Fue construida por una empresa francesa en 1978, y abrió sus puertas el 16 de marzo de 1980.[95]
- Youm al-Bahaar: una ciudad patrimonial ubicada en la calle del Golfo Árabe, frente a la Asamblea Nacional,[96] que refleja la vida de la antigua Kuwait con sus mercados, cafés y restaurantes populares, así como su herencia marítima con la presencia de muchos barcos de buceo y viajes.[97]

## Sitios en la costa
- Marina Crescent: Es la parte adyacente al complejo Marina Mall. Es un edificio de 3.300 metros de largo,[98] que alberga restaurantes y cafeterías locales e internacionales. Fue abierto dentro de la segunda fase del proyecto. Allí se puede disfrutar de una hermosa vista del Hotel Marina y el Mall.
- The Musical Fountain: inaugurada en marzo de 1983, es un parque con 220 fuentes repartidas en tres terrazas. The Musical Fountain es la cuarta de su tipo en el mundo.[99] Se encuentra dentro del área del Cinturón Verde en Mirqab, Ciudad de Kuwait.[100]
- Playa Al-Messilah: es una de las playas más grandes y hermosas de Kuwait.[101] Se extiende a lo largo de la costa Al-Messilah a una distancia de 350 metros al final de la autopista Fahaheel.[102]
- Waterfront: es un gran proyecto turístico que se extiende desde Shuwaikh hasta Ras Al-Ard en la región de Salmiya, con una longitud de 21 km.[103]

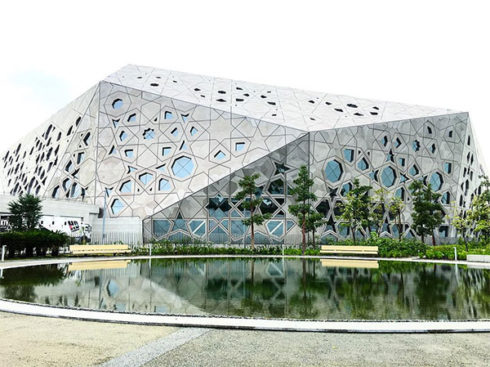
Centro Cultural Sheikh Jaber Al-Ahmad.

## Sitios culturales

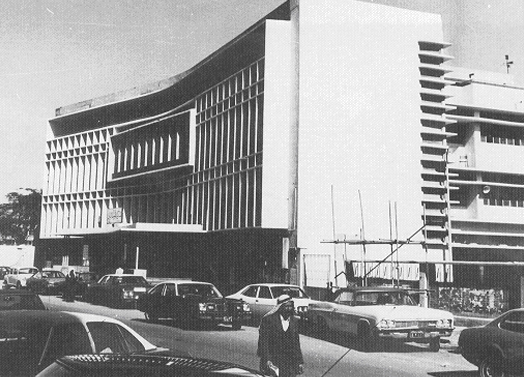
El nuevo edificio para la Escuela Mubarakiya, que luego se convirtió en la sede de la Biblioteca Nacional de Kuwait.

- Centro Cultural Sheikh Abdullah Al Salem: es uno de los centros de exposiciones culturales más grandes del mundo árabe y de todo el mundo. Fue inaugurado por el Emir Sabah Al-Ahmad Al-Jaber Al-Sabah el 5 de febrero de 2018,[104] y está ubicado en la región de Hawalli. El centro fue diseñado para reunir a investigadores y personas interesadas en la cultura y el arte, y para reflejar la cara cultural de Kuwait.[105][106] Contiene seis museos, entre los que destacan el museo de historia natural, el de ciencia espacial, y el de ciencias árabes e islámicas.
- La Biblioteca Nacional de Kuwait: anteriormente conocida como Biblioteca Nacional, se estableció en 1923 gracias al esfuerzo de varios escritores kuwaitíes.[107] La biblioteca actual se encuentra en la calle del Golfo Árabe.[108]
- La Biblioteca Pública Nacional: es una biblioteca inaugurada en 1994,[109] con el objetivo de preservar la memoria de la nación y documentar el patrimonio nacional y cultural de Kuwait en todas sus formas,[110] así como de la civilización árabe e islámica.[111]
- Biblioteca central Al-Babtain para poesía árabe: es la primera biblioteca del mundo especializada en poesía árabe. Fue fundada por el poeta Abdul Aziz Al-Babtain, en una iniciativa por enriquecer y preservar la poesía árabe. Fue construida en un periodo de 4 años, y abrió sus puertas en 2006.[112] Está ubicada en el corazón de la ciudad de Kuwait, junto a la Gran Mezquita. El edificio tiene forma de un libro abierto, para reflejar la identidad del mismo.
- El Centro Cultural Sheikh Jaber Al-Ahmad: ubicado entre las calles del Golfo Arábigo y Gamal Abdul Nasser. El complejo, que tardó 22 meses en diseñarse y completarse,[113] consiste en un conjunto de formas geométricas complejas inspiradas en la arquitectura islámica, donde hay 4 enormes edificios esparcidos en forma de joyas dispersas.[114][115] El centro incluye 3 teatros, 3 salas de conciertos, conferencias y exposiciones, y un centro de documentos históricos.[116] Con una superficie de 214,000 metros cuadrados, su coste de construcción ascendía a 235 millones de dinares kuwaitíes aproximadamente, unos 775 millones de dólares estadounidenses.[117]
- El American Hospital Center: ubicado cerca de la Asamblea Nacional en la calle del Golfo Árabe, fue construido al comienzo de la independencia del Estado de Kuwait como un hospital estadounidense. Actualmente sirve como teatro, ofreciendo espectáculos y conferencias durante todo el año.
- El Centro Cultural Yarmouk es también un centro cultural que contiene salas de conferencias y un teatro para espectáculos musicales y seminarios, ubicado en la zona residencial de Yarmouk.
- Heritage Village: ubicado en la isla de Failaka, es un pueblo que recrea el pasado de Kuwait. Allí también se encuentra el palacio y museo del Jeque Abdullah Al-Salem Al-Sabah.[118]

## Ferias y festivales
- Feria internacional de Kuwait: es el centro de exposiciones más grande de Kuwait, inaugurado en 1971 en la zona de Mushrif.[119] Consta de 6 grandes salas con aire acondicionado, cada una con más de 7,000 metros cuadrados de superficie. Cada año, la Feria Internacional de Kuwait alberga más de 45 eventos.[120]

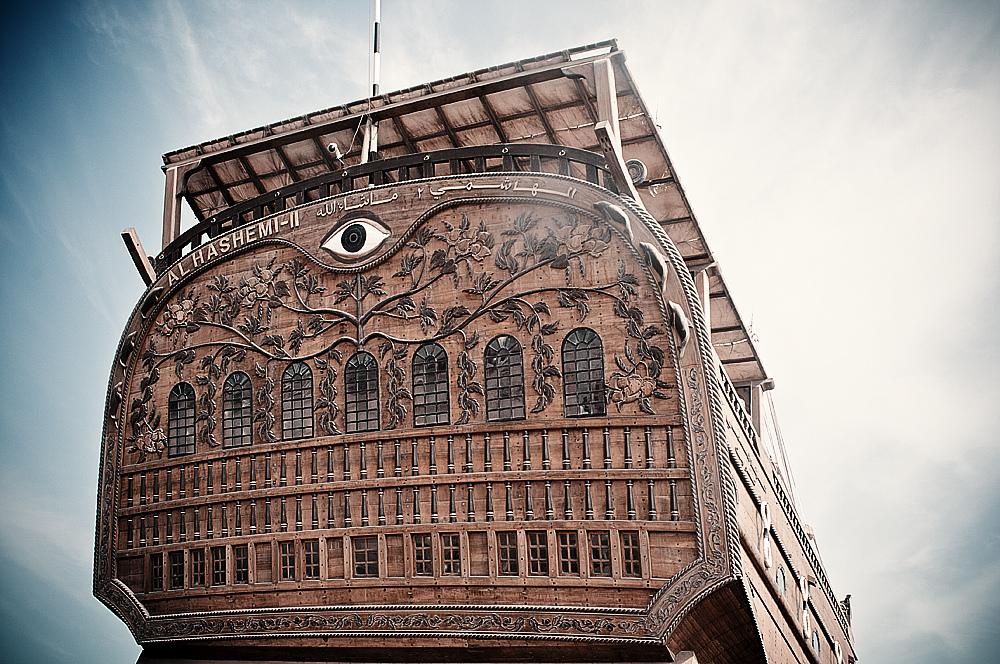
Al-Hashemi 2 es el Dhow de madera más grande del mundo

- Festival Cultural de Qurain: se celebró por primera vez en 1994,[121][122][123] como iniciativa del jeque Jaber Al-Ahmad Al-Sabah para explorar nuevas formas de desarrollar el arte y la cultura en el estado de Kuwait. El festival otorga premios a personalidades relevantes en los sectores de artes, teatro, artes plásticas y cultura en general.[124][125] Su nombre es un homenaje a los héroes de la saga Qurain, que encarna la resistencia popular contra los antiguos invasores del primitivo Estado de Kuwait.[126]
- Festival Hala de febrero: es uno de los festivales más destacados de Kuwait. Desde 1999, se celebra anualmente durante el mes de febrero.[127] El festival incluye una ceremonia de inauguración que consiste en un carnaval (generalmente a lo largo de la calle Salem Al Mubarak en Salmiya). Asimismo, acoge un gran número de eventos y conciertos, además de las noches de poesía y otras actividades recreativas y deportivas.[128]

## Otros
- Hashemi 2: barco de carga de madera de estilo kuwaití.  Es famoso por ser uno de los barcos de madera más grandes del mundo actualmente,[129] con una longitud de 80,4 metros y 18,7 metros de ancho. Su capacidad de carga útil se estima en 2.500 toneladas.[130] La planificación del proyecto de fabricación del buque se remonta a 1985, pero su construcción no comenzó hasta 1997,[131] completándose el 1 de enero del año 2000. Se estima que el coste de producción del barco fue de 30 millones de dólares. El buque se utiliza como salón para eventos y restaurante, ya que no está hecho para navegar.[132] El barco entró en el Libro Guinness de los Récords como el Dhow árabe más grande del mundo.[133]